# Саргасове море
Сарга́сове мо́ре — район антициклонічного колообігу вод в центрі Північного Атлантичного океану, обмежений течіями: на заході — Гольфстримом, на півночі — Північноатлантичною, на сході — Канарською, на півдні — Північною пасатною. Ця система течій формує Північноатлантичний субтропічний вир. Усі течії депонують морські рослини та сміття, яке вони несуть, у цьому морі. Саргасове море називають «морем без берегів».
Назва походить від португальського слова sargaço — «грона винограду». Іспанці називали його «морем виноградної лози». Також часто зустрічається назва «плавуча (морська) пустеля», адже для безлічі дрібних морських тварин — крабів, кальмарів і криля — ендеміків Саргасового моря, існування поза цими водяними заростями рівнозначне смерті.

## Географія
Розташоване між 23-35° пн. ш. і 30-68° зх. д. Площа моря 6-7 млн км² (залежить від плину течій). Не має берегів. У північно-західній частині — вулканічні Бермудські острови.
Температура води на поверхні 18-23° С взимку, 26-28 °C влітку. Солоність води —36,5-37 ‰.
Значна частина дна розташована в Північноамериканській улоговині з глибинами понад 6000 метрів; максимальна глибина — 6995 м.
За результатами дослідження, яке було опубліковане в грудні 2023 року у науковому виданні Frontiers in Marine Science, науковці повідомили, що за 40 років Саргасове море стало теплішим, кислішим і солонішим, ніж у будь-якому попередньому році, починаючи з початку вимірювань у 1954 році. Так, кислотність Саргасового моря за останні 40 років збільшилася на 40 %. Парникові викиди спричинили потепління моря на 1 °C. Кисень складніше розчиняється в тепліших водах, що призвело до майже 7 % зниження кисню в Саргасовому морі.

## Клімат
Акваторія моря лежить у тропічному кліматичному поясі. Увесь рік панують тропічні повітряні маси. Сезонний хід температури повітря чітко відстежується. Переважають пасатні вітри. Зволоження достатнє. У теплий сезон утворюються тропічні циклони. Над північно-західною частиною акваторії моря вітри перемінних напрямків, часті затишшя й штилі.

## Історія
Португальські моряки були серед перших, хто відкрив цей регіон у XV ст. і назвали його «саргасовим морем» (порт. sargaço — морська водорість саргасум). Однак, море можливо було відоме раннім мореплавцям, оскільки вірш кінця IV ст. Авієна описує частину Атлантики вкриту морськими водоростями, цитуючи нині втрачене повідомлення карфагенського дослідника V ст. до н. е. Гімількона Мореплавця. Колумб і його люди також помітили Сарґасове море, та повідомляли про маси морських водоростей на поверхні.

## Біологія
Акваторія моря не утворює окремого морського екорегіону в пелагічній зоні північноатлантичної тропічної зоогеографічної провінції, лише води навколо Бермудських островів виділяються в самостійний морський екорегіон. Зоогеографічно донна фауна острівного шельфу до глибини 200 м належить до північної субтропічної зони.

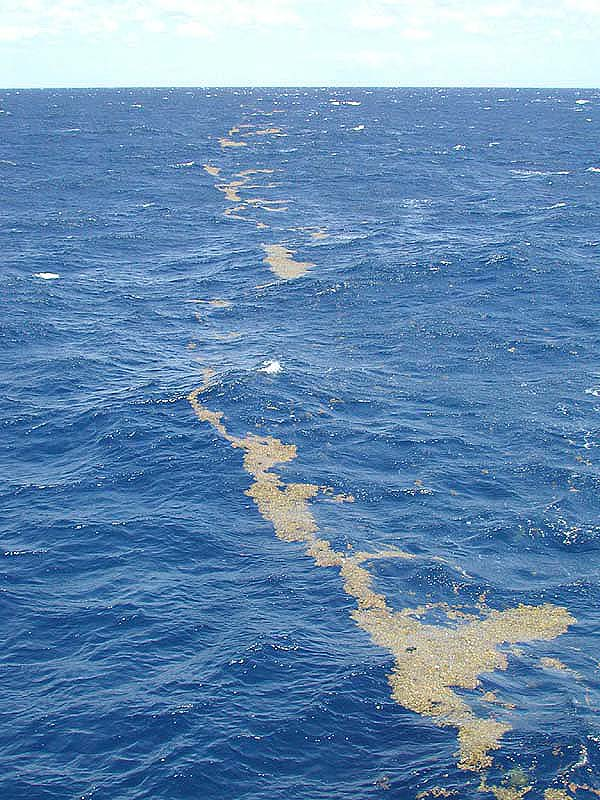
Скупчення саргасуму в Саргасовому морі, сформоване плином течій

Великі скупчення плавучих бурих водоростей — саргасуму — в межах моря їхній запас оцінюється в 4—11 млн т. Така велика кількість пов'язана з наявністю в Саргасовому морі зони сходження поверхневих течій. Живуть численні та різноманітні тварини, частиною вільноплавні (скумбрієві, летючі риби, звичайні іглиці, краби, морські черепахи тощо), частиною прикріплені до водоростей (актинії, мохуватки тощо).
Саргасове море також грає важливу роль в міграції кількох видів катадромних вугрів, таких як європейський вугор і американський вугор. Личинки цих видів вилуплюються в море, і в міру зростання вони пливуть за течією в Європу або на східне узбережжя Північної Америки. Пізніше зрілий вугор мігрує назад в Саргасове море, щоб нереститися і відкласти ікру. Також вважається, що після вилуплення молоді довгоголові морські черепахи використовують морські течії, щоб дістатися до Саргасового моря, де вони використовують саргассум як укриття від хижаків, поки не підростуть.

## Забруднення
Через поверхневі течії в Саргасове море накопичуються пластикові відходи, які не розкладаються природним шляхом. У морі сформувалася величезна Північноатлантична сміттєва пляма.
Кілька країн і неурядових організацій об'єдналися, щоб захистити Саргасове море. До цих організацій належить Комісія з Саргасового моря, створена 11 березня 2014 року урядами Азорських островів (Португалія), Бермудських островів, Монако, Великої Британії та Сполучених Штатів.